# Педро-Хуан-Кабальеро
Педро-Хуан-Кабальеро (исп. Pedro Juan Caballero) — город в Парагвае, административный центр департамента Амамбай. Город находится на северо-востоке страны, на границе с Бразилией (с провинцией Мату-Гросу-ду-Сул), на стратегическом шоссе Ruta 5, начинающемся от города Консепсьон. Численность населения по данным на 2012 год составляет 81 650 человек; по данным переписи 2002 года оно насчитывало 64 153 человека.

## История
Педро-Хуан-Кабальеро был основан в 1893 году. Своё название получил в честь Педро Хуана Кабальеро (1786—1821), одного из героев движения за независимость в Парагвае. В настоящее время город является крупным центром приграничной торговли с Бразилией, где можно приобрести по низким ценам алкогольные напитки и табачные изделия, а также контрабандные товары.

## Города-побратимы
- Понта-Поран, Бразилия